# Premios Gardel a la Música
Der Premios Gardel a la Música (ehemals Premios Carlos Gardel, auch einfach Premios Gardel, im Englischen Gardel Awards) ist ein argentinischer Musikpreis der Cámara Argentina de Productores de Fonogramas y Videogramas (CAPIF). Der Name des Preises geht auf den argentinischen Tango-Sänger Carlos Gardel zurück. Der Preis ist vergleichbar mit dem deutschen Echo oder Comet sowie den amerikanischen Grammy Awards und den britischen BRIT Awards. Er ehrt für das jeweilige Jahr die herausragendsten Künstler Argentiniens nach verschiedenen Genrekategorien.

## Geschichte
Nachdem die ACE Awards, die von 1992 bis 1997 verliehen wurden, es nicht schafften, als Argentiniens Nummer-1-Musikpreis angesehen zu werden, da ihnen die Unterstützung der argentinischen Musikindustrie fehlte, wurde mit den Premios Gardel ein erneuter Versuch unternommen, einen argentinischen Musikpreis zu etablieren. Der Preis wurde nach Carlos Gardel benannt, einem der frühesten und bekanntesten Populärmusiker Argentiniens. Die Organisation übernahm CAPIF, die erste Verleihung wurde am 14. April 1999 abgehalten und bezog sich auf Musik, die vom 1. Juni 1997 bis zum 30. November 1998 veröffentlicht wurde. Die Jury bestand aus 500 Personen aus der argentinischen Musikindustrie.
2003 wurde das Juryverfahren umgestellt, um vom Einfluss der Musikindustrie unabhängiger zu werden. So wurden im Vorfeld Stimmen laut, dass die Musikindustrie zu viel Einfluss auf die Vergabe der Preise hatte und rein nach marketingtechnischen Gesichtspunkten entschieden wurde. So setzt sich die Jury seitdem aus 1500 Mitgliedern zusammen, darunter die Künstler, Produzenten und Journalisten aller vertretenen Genres.

## Verleihungen
| Nr. | Jahr | Datum         | Ehrenpreis (Gardel de Oro) | Moderatoren                             | Ort                                    | Übertragung                | Ref.   |
| --- | ---- | ------------- | -------------------------- | --------------------------------------- | -------------------------------------- | -------------------------- | ------ |
| 1   | 1999 | 14. April     | Sandro                     | Jorge Guinzburg                         | Teatro Coliseo, Buenos Aires           | El Trece                   | [ 5 ]  |
| 2   | 2000 | 24. April     | Mercedes Sosa              | Dady Brieva                             | Teatro Gran Rex, Buenos Aires          | El Trece                   | [ 6 ]  |
| 3   | 2001 | 31. März      | León Gieco                 | Marcos Mundstock                        | Luna Park Arena, Buenos Aires          | El Trece                   | [ 7 ]  |
| 4   | 2002 | 16. April     | Charly García              | Roberto Pettinato                       | Teatro Opera, Buenos Aires             | El Trece                   | [ 8 ]  |
| 5   | 2003 | 17. März      | Charly García              | Roberto Pettinato                       | Luna Park Arena, Buenos Aires          | El Trece                   | [ 9 ]  |
| 6   | 2004 | 31. März      | Babasónicos                | Roberto Pettinato                       | Teatro Gran Rex, Buenos Aires          | El Trece                   | [ 10 ] |
| 7   | 2005 | 13. April     | Bersuit Vergarabat         | Roberto Pettinato                       | Teatro Gran Rex, Buenos Aires          | Telefe                     | [ 11 ] |
| 8   | 2006 | 5. April      | Andrés Calamaro            | Manuel Wirzt und Hilda Lizarazu         | Teatro Gran Rex, Buenos Aires          | Telefe                     | [ 12 ] |
| 9   | 2007 | 17. April     | Gustavo Cerati             | Roberto Pettinato                       | Luna Park Arena, Buenos Aires          | El Trece                   | [ 13 ] |
| 10  | 2008 | 26. März      | Andrés Calamaro            | Bebe Contemponi                         | Teatro Gran Rex, Buenos Aires          | El Trece                   | [ 14 ] |
| 11  | 2009 | 22. Juli      | Luis Alberto Spinetta      | keine Verleihungszeremonie              | keine Verleihungszeremonie             | keine Verleihungszeremonie | [ 15 ] |
| 12  | 2010 | 4. November   | Gustavo Cerati             | keine Verleihungszeremonie              | keine Verleihungszeremonie             | keine Verleihungszeremonie | [ 16 ] |
| 13  | 2011 | 30. November  | Divididos                  | keine Verleihungszeremonie              | keine Verleihungszeremonie             | keine Verleihungszeremonie | [ 17 ] |
| 14  | 2012 | 8. November   | Escalandrum                | Soledad und Bahiano                     | Usina del Arte, Buenos Aires           | CM                         | [ 18 ] |
| 15  | 2013 | 21. August    | Abel Pintos                | Deborah de Corral und Mex Urtizberea    | Teatro Opera, Buenos Aires             | C5N                        | [ 19 ] |
| 16  | 2014 | 4. September  | Abel Pintos                | Roberto Pettinato und Sandra Mihanovich | Teatro Gran Rex, Buenos Aires          | C5N                        | [ 20 ] |
| 17  | 2015 | 2. Juni       | Axel                       | Roberto Pettinato und Catarina Spinetta | Teatro Gran Rex, Buenos Aires          | TN                         | [ 21 ] |
| 18  | 2016 | 7. Juni       | Luis Alberto Spinetta      | Lalo Mir                                | Teatro Gran Rex, Buenos Aires          | TN                         | [ 22 ] |
| 19  | 2017 | 6. Juni       | Abel Pintos                | Lalo Mir und Maju Lozano                | Teatro Gran Rex, Buenos Aires          | TN                         | [ 23 ] |
| 20  | 2018 | 29. Mai       | Charly García              | Germán Paoloski                         | Kirchner Cultural Centre, Buenos Aires | TVP                        | [ 24 ] |
| 21  | 2019 | 14 May        | Marilina Bertoldi          | Iván de Pineda                          | Ángel Bustelo Auditorium, Mendoza      | TNT                        | [ 25 ] |
| 22  | 2020 | 18. September | David Lebón                | Ale Sergi und Natalie Perez             |                                        | TNT                        | [ 26 ] |
| 23  | 2021 | 23. Juli      | Fito Páez                  | Jey Mammón und Eleonora Pérez Caressi   |                                        | TNT                        | [ 27 ] |
| 24  | 2022 | 23. August    | Wos                        | Jey Mammón und Eleonora Pérez Caressi   | Movistar Arena, Buenos Aires           | Star+                      | [ 28 ] |
| 25  | 2023 | 16. Mai       | Trueno                     | Iván de Pineda                          | Movistar Arena, Buenos Aires           | Star+                      | [ 29 ] |
| 26  | 2024 | 28. Mai       | Miranda!                   | Iván de Pineda                          | Movistar Arena, Buenos Aires           | Star+                      | [ 30 ] |
| 27  | 2025 | 18. Juni      | Ca7riel & Paco Amoroso     | Gabriela Radice                         | Teatro Coliseo, Buenos Aires           | Max/TNT                    | [ 31 ] |

## Kategorien
Die Premios Gardel sind in verschiedene Kategorien unterteilt, die verschiedene Genres der argentinischen Musikindustrie repräsentieren. Die Genrekategorien werden wiederum nach Geschlecht und Gruppe unterteilt. 1999 startete die Preisverleihung mit 24 Kategorien, 2022 sind es doppelt so viele.
Neben den Genrekategorien gibt es auch übergeordnete Hauptkategorien, die jährlich vergeben werden: Album des Jahres, Song des Jahres, Aufnahme des Jahres Newcomer des Jahres und Kollaboration des Jahres.

### Gewinner der Hauptkategorien
| Nr. | Jahr | Album des Jahres (Gardel de Oro)             | Lied des Jahres                                     | Aufnahme des Jahres                                                          | Bester Newcomer     | Ref.          |
| --- | ---- | -------------------------------------------- | --------------------------------------------------- | ---------------------------------------------------------------------------- | ------------------- | ------------- |
| 1   | 1999 | Al Despertar (Mercedes Sosa)                 | "Volver a empezar" (Alejandro Lerner)               | Volver a Empezar (Alejandro Lerner)                                          | Marcela Morelo      | [ 33 ]        |
| 2   | 2000 | Signos (Los Nocheros)                        | "Campeones de la Vida" (Alejandro Lerner)           | La Marcha del Golazo Solitario (Los Fabulosos Cadillacs)                     | Laura Miller        | [ 34 ]        |
| 3   | 2001 | Narigón del Siglo (Divididos)                | "Soy Cordobés" (Rodrigo)                            | Narigón del Siglo (Divididos)                                                | Roxana Carabajal    | [ 35 ]        |
| 4   | 2002 | Un Mundo Diferente (Diego Torres)            | "Shima Uta" (Alfredo Casero)                        | Casaerius (Alfredo Casero)                                                   | Alfredo Casero      | [ 36 ]        |
| 5   | 2003 | Influencia (Charly García)                   | "Tu Vicio" (Charly García)                          | Influencia (Charly García)                                                   | Mambrú              | [ 37 ]        |
| 6   | 2004 | Infame (Babasónicos)                         | "Irresponsables" (Babasónicos)                      | Infame (Babasónicos)                                                         | Emme                | [ 38 ]        |
| 7   | 2005 | La Argentinidad al Palo (Bersuit Vergarabat) | "Los Caminos de la Vida" (Vicentico)                | MTV Unplugged (Diego Torres)                                                 | Juana Molina        | [ 39 ]        |
| 8   | 2006 | El Regreso (Andrés Calamaro)                 | "El Ángel de la Bicicleta" (León Gieco)             | Café de los Maestros Vol. 1 y 2 (Gustavo Santaolalla)                        | Migue García        | [ 40 ]        |
| 9   | 2007 | Ahí vamos (Gustavo Cerati)                   | "Crimen" (Gustavo Cerati)                           | Ahí vamos (Gustavo Cerati)                                                   | David Bolzoni       | [ 41 ]        |
| 10  | 2008 | La lengua popular (Andrés Calamaro)          | "5 Minutos Más" (Andrés Calamaro)                   | Laberintos entre aristas y dialectos (Catupecu Machu)                        | Ella Es Tan Cargosa | [ 42 ]        |
| 11  | 2009 | Un mañana (Luis Alberto Spinetta)            | "Mi elemento" (Luis Alberto Spinetta)               | Quebrado (Pedro Aznar)                                                       | Romina Vitale       | [ 43 ]        |
| 12  | 2010 | Fuerza natural (Gustavo Cerati)              | "Déjà-vu" (Gustavo Cerati)                          | Fuerza natural (Gustavo Cerati)                                              | De Bueyes           | [ 44 ]        |
| 13  | 2011 | Amapola del 66 (Divididos)                   | "Sólo Un Momento" (Vicentico)                       | Amapola del 66 (Divididos)                                                   | Tan Biónica         | [ 45 ]        |
| 14  | 2012 | Piazzolla Plays Piazzolla (Escalandrum)      | "Paisaje" (Vicentico)                               | Piazzolla Plays Piazzolla (Escalandrum)                                      | Deborah de Corral   | [ 46 ]        |
| 15  | 2013 | Sueño Dorado (Abel Pintos)                   | "Sueño Dorado" (Abel Pintos)                        | Chances (Illya Kuryaki and the Valderramas)                                  | Rosario Ortega      | [ 47 ]        |
| 16  | 2014 | Abel (Abel Pintos)                           | "Aquí Te Espero" (Abel Pintos)                      | Abel (Abel Pintos)                                                           | Indios              | [ 48 ]        |
| 17  | 2015 | Tus Ojos, Mis Ojos (Axel)                    | "Afinidad" (Axel)                                   | Tus Ojos, Mis Ojos (Axel)                                                    | Lali                | [ 49 ]        |
| 18  | 2016 | Los Amigo (Luis Alberto Spinetta)            | "Antes y Después" (Ciro y los Persas)               | Único (Abel Pintos)                                                          | Julieta Rada        | [ 50 ]        |
| 19  | 2017 | 11 (Abel Pintos)                             | "Cómo Te Extraño" (Abel Pintos)                     | Barro y Fauna (Eruca Sativa)                                                 | Benjamín Amadeo     | [ 51 ]        |
| 20  | 2018 | Random (Charly García)                       | "Aire" (Axel)                                       | Random (Charly García)                                                       | J Mena              | [ 52 ]        |
| 21  | 2019 | Prender Un Fuego (Marilina Bertoldi)         | "Sin Querer Queriendo" (Lali featuring Mau y Ricky) | Studio 2 (Escalandrum)                                                       | Destino San Javier  | [ 53 ]        |
| 22  | 2020 | Lebón & Co. (David Lebón)                    | "Canguro" (Wos)                                     | Lebón & Co. (David Lebón)                                                    | Wos                 | [ 54 ]        |
| 23  | 2021 | La Conquista del Espacio (Fito Páez)         | "Ladrón" (Lali and Cazzu)                           | Calambre (Nathy Peluso)                                                      | Nathy Peluso        | [ 55 ]        |
| 24  | 2022 | Oscuro Éxtasis (Wos)                         | "Miénteme" (Tini and María Becerra)                 | "Mafiosa" (Nathy Peluso)                                                     | Tiago PZK           | [ 56 ]        |
| 25  | 2023 | Bien o Mal (Trueno)                          | "La Triple T" (Tini)                                | "Argentina" (Trueno & Nathy Peluso)                                          | Noelia Recalde      | [ 57 ]        |
| 26  | 2024 | Hotel Miranda! (Miranda!)                    | "Obsesión" (Lali)                                   | "La Rueda Mágica" (Fito Páez featuring Andrés Calamaro and Conociendo Rusia) | Milo J              | [ 58 ]        |
| 27  | 2025 | Baño María (Ca7riel & Paco Amoroso)          | "Fanático" (Lali)                                   | "Real Gangsta Love" (Trueno)                                                 | Olivia Wald         | [ 59 ] [ 60 ] |

### Genrekategorien
Diese 48 Kategorien waren 2025 aktuell.
Pop
- Best Pop Album (seit 2020)
- Best Pop Song (seit 2022)
- Best Pop Group Album
- Best Traditional Pop Album (seit 2024)
- Best Urban Pop Album (seit 2024)
- Best Urban Pop Song (seit 2024)

Rock
- Best Rock Album (1999–2001, 2003–2005, 2016–2017, 2020–)
- Best Rock Song (seit 2022)
- Best Rock Group Album
- Best Hard Rock Album  (seit 2014)
- Best Pop/Rock Album (seit 2025)
- Best Pop/Rock Song (seit 2025)

Dance/Electronic
- Best Electronic Music Album (seit 2018)

Folk
- Best Folklore Album (1999, 2020–)
- Best Folklore Song (seit 2022)
- Best Folklore Group Album (seit 2000)
- Best Chamamé Album (seit 2015)

Tango
- Best Tango Album (1999–2001, 2003, 2020–)
- Best Tango Song (seit 2022)
- Best Instrumental Tango Orchestra/Group Album (2000–2003, 2005–)

Alternative Music
- Best Alternative Pop Album (seit 2019)
- Best Alternative Rock Album (seit 2019)
- Best Alternative Folklore Album (seit 2008)

Tropical/Cuarteto
- Best Tropical Album (2004–2006, 2020–)
- Best Tropical/Cumbia Song (seit 2022)
- Best Tropical/Cumbia Group Album (2003–2010, 2012–)
- Best Cuarteto Album (2003–2009, 2012–)
- Best Cuarteto Song (seit 2022)
- Best Cuarteto Group Album (seit 2012)
- Best RKT Song (seit 2025)

Classical
- Best Classical Album (seit 2001)

Jazz
- Best Jazz Album (seit 2003)

Instrumental/Fusion/World Music
- Best Instrumental/Fusion/World Music Album (seit 2010)

Urban/Reggae
- Best Urban Album (seit 2022)
- Best Urban Song (seit 2022)
- Best Urban Collaboration (seit 2022)
- Best Reggae/Ska Album (seit 2019)

Konzeptalbum
- Best Concept Album (seit 2008)

Live
- Best Live Album (seit 2020)

Singer-Songwriting
- Best Singer-Songwriting Album (seit 2004)

Children
- Best Children’s Music Album

Music for Visual Media
- Best Cinema/Television/Audiovisual Production Soundtrack Album (seit 2007)

Historical
- Best Catalog Collection Album (seit 2007)

Producer
- Producer of the Year (1999–2004, 2020–)

Recording Engineer
- Best Recording Engineering (seit 2005)

Cover Design
- Best Cover Design (seit 2000)

Music Video/Film
- Best Music Video (1999, 2001–)
- Best Long Form Music Video (seit 2005)

### Ehemalige Kategorien
Pop
- Best Female Pop Album (1999–2019)
- Best Male Pop Album (1999–2019)
- Best New Pop Artist (2007–2009, 2011–2018)

Rock
- Best Female Rock Album (2002, 2006, 2017–2019)
- Best Male Rock Album (2002, 2006, 2017–2019)
- Best New Rock Artist (2007–2009, 2011–2018)

Dance/Electronic
- Best Dance/Electronic Album (2003–2007)
- Best Electronic Tango Album (2008–2009)
- Best Remix Album (2008–2009)

Folk
- Best Female Folklore Album (2000–2019)
- Best Male Folklore Album (2000–2019)
- Best New Folklore Artist (2007–2009, 2011–2016, 2018)
- Best Nuevas Formas Folklore Album (2004–2006)

Tango
- Best Female Tango Album (2002, 2004–2019)
- Best Male Tango Album (2002, 2004–2019)
- Best New Rock Artist (2007–2009, 2011–2018)
- Best Nuevas Formas Tango Album (2004–2006)

Alternative music
- Best Alternative Rock/Pop Album (2009–2018)
- Best Alternative Tango Album (2011–2017)

Urban/Reggae
- Best Urban/Reggae Album (2012–2018)
- Best Urban/Trap Song or Album (2019–2021)
- Best Urban/Trap Collaboration (2019–2021)

Romantic/Melodic
- Best Romantic/Melodic Album (2003–2023)

Instrumental/Fusion/World Music
- Best Instrumental/Fusion Album (in 2009 only)
- Best Instrumental Album (2007–2008)

Tropical/Cuarteto
- Best Female Tropical Album (2001–2003, 2007–2010, 2012–2019)
- Best Male Tropical Album (2001–2003, 2007–2010, 2012–2019)
- Best New Tropical Artist (2002–2003, 2007–2009)
- Best New Cuarteto Artist (in 2012 only)
- Best New Tropical/Cuarteto Artist (2006–2009, 2011)
- Best Female Tropical/Cuarteto Album (in 2011 only)
- Best Male Tropical/Cuarteto Album (in 2011 only)
- Best Tropical/Cuarteto Group Album (in 2011 only)
- Best Tropical/Bailanta Album (in 1999 only)
- Best Female Tropical/Bailanta Album (in 2000 only)
- Best Male Tropical/Bailanta Album (in 2000 only)
- Best Tropical/Bailanta Group Album (1999–2000)

Christian music
- Best Christian Album (2008–2012)

Performance
- Performance of the Year (2006–2007)

Adult Contemporary
- Best Adult Contemporary Artist or Group (2002–2003)

Latin
- Latin Album of the Year (1999–2002)
- Best Female Latin Album (1999–2002)
- Best Male Latin Album (1999–2002)
- Best Latin Pop Group Album (1999–2002)
- Best Latin RockGroup Album (1999–2002)
- Best New Latin Artist (1999–2002)
- Best Mercosur Artist Album (in 1999 only)

Music Video
- Best Music Video Director (1999–2000)

### Auswahlprozess
Die jeweils nominierten Werke (Album, Song, Musikvideo) werden von den verschiedenen Musikfirmen online vorgeschlagen. Sobald alle Vorschläge registriert sind, ruft CAPIF das Revision Committee zusammen, das aus verschiedenen genrespezifischen Arbeitsgruppen besteht. Zu diesen gehören Musikjournalisten, die Musiker und Produzenten sowie Spezialisten. Diese werten die Vorschläge aus und entscheiden über die tatsächlichen Nominierungen. Anschließend werden die Nominierungen verkündet.
Im Anschluss wählen die Mitglieder der Jury die Gewinner aus, die in der Preisverleihung ausgezeichnet werden.